# Love Me Not
Love Me Not (Koreaans: 사랑따윈필요없어, romanisatie: Sarang ddawin piryo eopseo) is een Zuid-Koreaanse film. De film kwam uit in Zuid-Korea op 9 november 2006.

## Rolverdeling
- Kim Joo-hyuk als Julian
- Moon Geun-young als Ryu Min

## Prijzen
- 2007, 44th Grand Bell Awards nominations for Best Art Direction, Best Costume Design and Best Leading Actress[1].